# Rauchemaad
Die Rauchemaad (auch: Raacher Maad, Rauchermod, Rauchemod oder auch in manchen Orten als Baks genannt) ist ein Kartoffelgericht aus dem Erzgebirge.

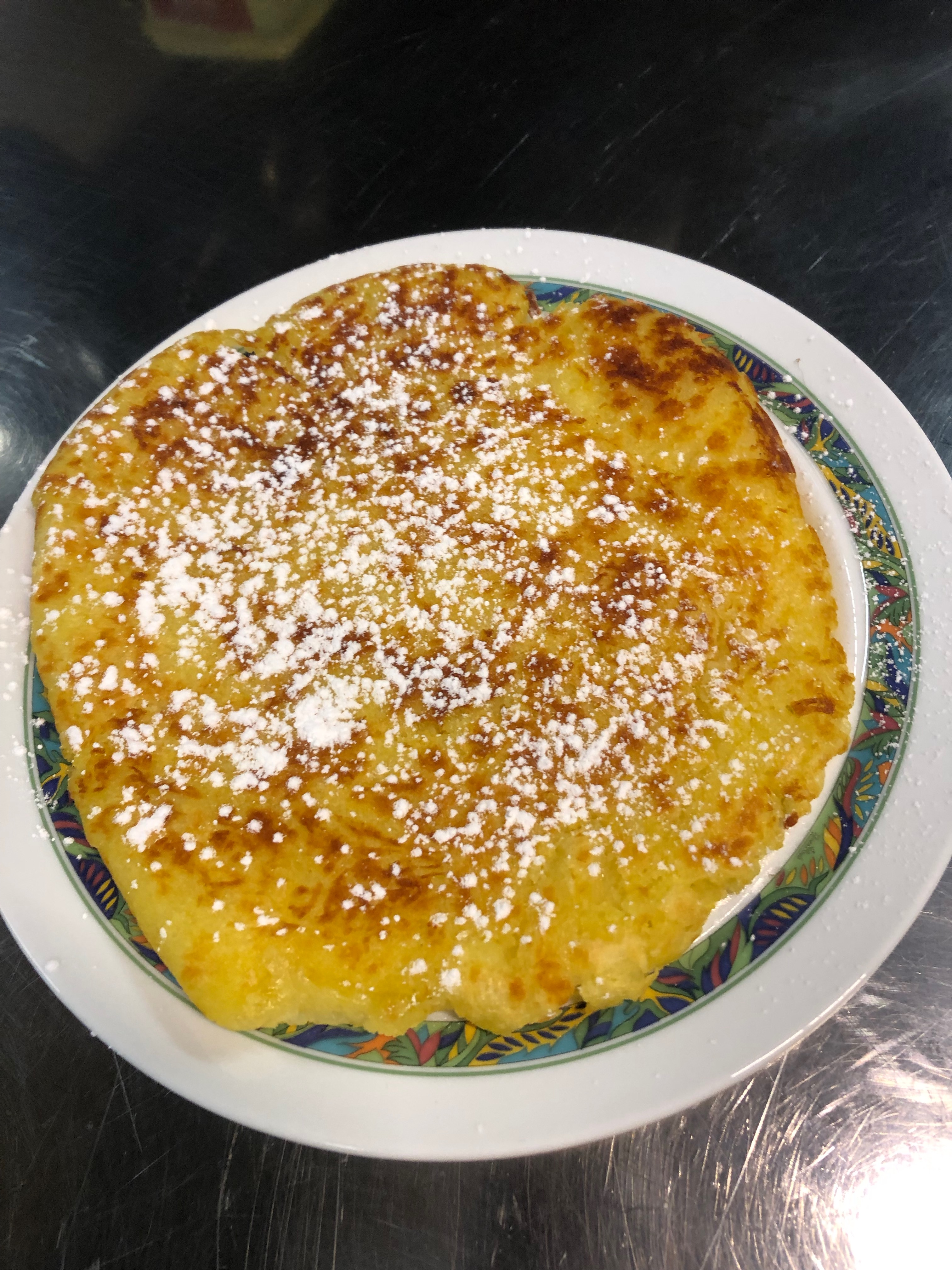
Rauchemaad mit Puderzucker

## Rezept
Bei diesem Kartoffelgericht werden ausschließlich gekochte Kartoffeln verwendet. Dafür werden übrig gebliebene oder eigens dafür gekochte, leicht abgekühlte gekochte Kartoffeln, häufig Pellkartoffeln, gerieben oder zerstampft und leicht gesalzen. Dies wird danach etwa daumendick mit den Fingern fest in eine am besten gusseiserne Pfanne gedrückt, in der vorher etwas Leinöl, Speckgrieben oder Butterschmalz, erhitzt wurde.
Raachemaad wird nur auf einer Seite gold gebacken. Man darf sie aber nicht verbrennen lassen – sonst „fängt’s a weng’ ze rauche a“. Mit der braunen Seite nach oben auf einen Teller oder ein Brett stürzen mit Butter bestreichen.
Das Gericht wird warm gegessen. Man kann die Rauchemaad mit Zucker bestreuen. Dazu gibt es Apfelmus oder Kompott von Waldbeeren.